# فرودگاه شهری مرینا
فرودگاه شهری مرینا (به انگلیسی: Marina Municipal Airport) یک فرودگاه همگانی بهره‌برداری هوایی با کد یاتا OAR است که یک باند فرود آسفالت دارد و طول باند آن ۱۰۶۲ متر است. این فرودگاه در شهر مارینا، کالیفرنیا کشور ایالات متحده آمریکا قرار دارد و در ارتفاع ۴۲ متری از سطح دریا واقع شده‌است.